# Petrofina
Petrofina S.A., tidigare Compagnie financière belge des pétroles, var Belgiens största petroleumbolag och det femtonde största oljebolaget i världen före fusionen med franska Total S.A 1999.
Företaget grundades 1920 av bröderna Fernand- och Hector Carlier, och Aloys Van de Vyvere. Petrofina drev bland annat bensinstationer i Sverige mellan 1955 och 1984, då stationerna övertogs av Svenska Petroleum AB.
Fina var under 1990-talet sponsor av NASCAR-team. Som huvudsponsor av Lajoie 1993–1994 och 1996–1998 tog bolaget del av två vinster i Busch-serien.
År 1999 köpte Total bolaget för $ 12,9 miljarder och fick namnet TotalFina.

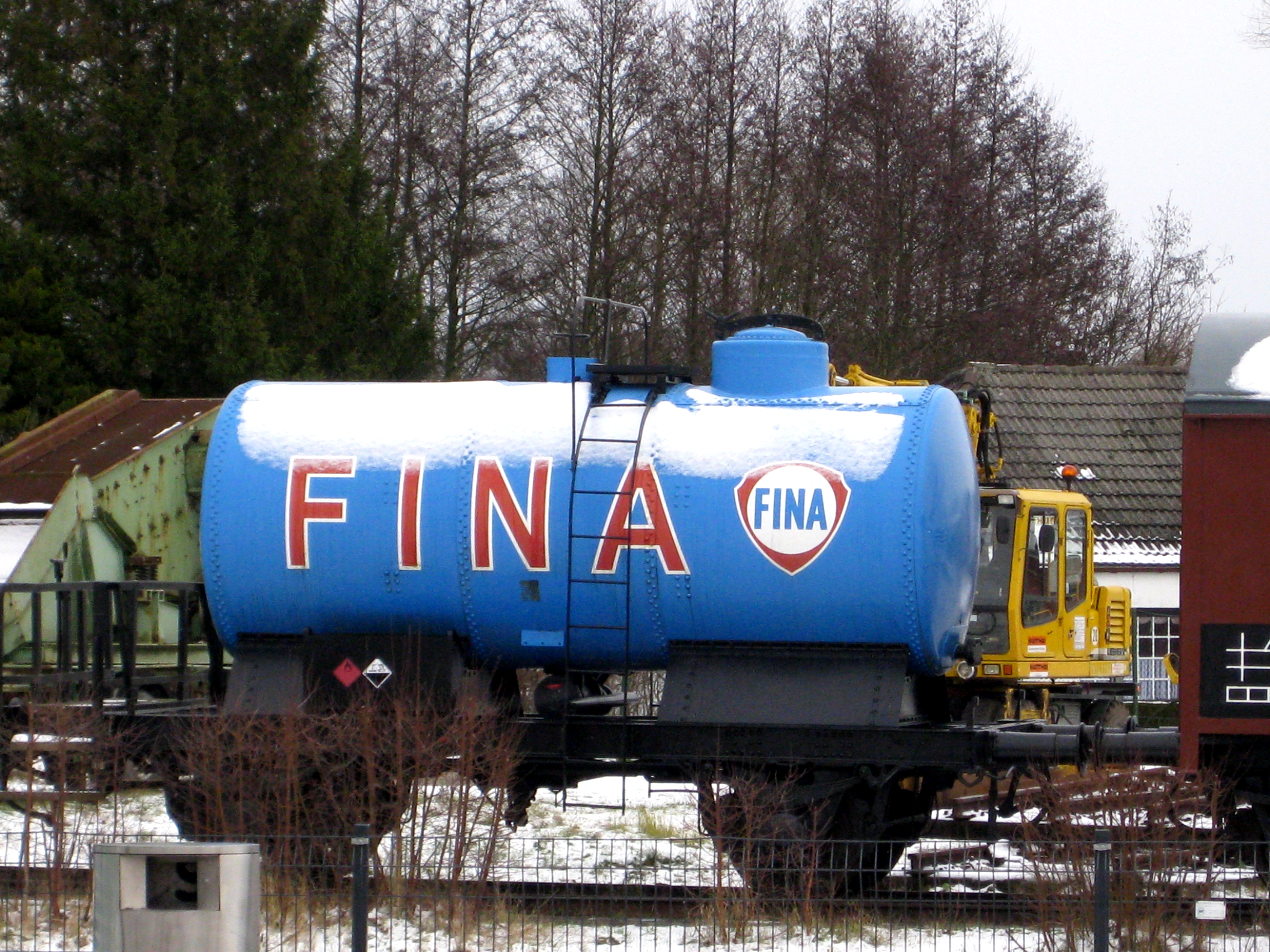
En tankvagn från FINA.